# Aeroportul Municipal Frederick
Aeroportul Municipal Frederick (IATA: FDK, ICAO: KFDK, FAA LID: FDK) este un aeroport din Maryland, Statele Unite ale Americii. Aeroportul a fost tranzitat în 2019 de 38 de pasageri.
Situat la o altitudine de 92 m, aeroportul dispune de 2 piste.

## Infrastructură

### Piste
Aeroportul dispune de 2 piste. Pista 05/23 are suprafața de asfalt și dimensiunile 5.219 picioare × 100 picioare. Pista 12/30 are suprafața de asfalt și dimensiunile 3.600 picioare × 75 picioare. 